# União Desportiva de Santana
A União Desportiva de Santana é um clube português, localizado na cidade de Santana (Madeira) que se dedica à prática do Futebol, Badminton, TT Turístico, Bilhar Motocross, Trial,Hidroginástica e Tiro com Arco

## Futebol

### Histórico em Futebol(inclui 07/08)
|                   | Nº Presenças | Títulos |
| ----------------- | ------------ | ------- |
| Temporadas na 1ª  | 0            |         |
| Temporadas na 2ª  | 0            |         |
| Temporadas na 2ªB | 1            |         |
| Temporadas na 3ª  | ??           |         |
| Taça de Portugal  | ??           |         |
| Taça da Liga      | 0            |         |

## História
Criado com o intuito de elevar o nível futebolístico no concelho de Santana, esta colectividade nasce em 8 de Julho de 1981, fruto da fusão fusão de dois clubes locais: o Grupo Desportivo e Cultural de Santana, que disputava o Campeonato de Futebol da 1ª Divisão Regional, e o Clube Desportivo Pico Ruivo, clube que militava na 3ª Divisão Regional, sendo o seu primeiro presidente João Manuel Martins.
No final dessa mesma época, o Santana conquista a Taça da Cidade do Funchal - nome na altura dado à actual Taça da Madeira organizada pela Associação de Futebol da Madeira, derrotando na final o Clube de Futebol União, por 3 a 1.
Após alguns anos quase vinte anos a militar nos escalões regionais de futebol, o clube ascende aos nacionais após vencer a 1ªDivisão Regional da AF Madeira em 2000-01.
Na época seguinte no entanto o clube retorna aos regionais, conseguindo novo título de campeão e consequente acesso aos nacionais em 2002-03, mantendo-se desde aí na 3ªDivisão Nacional Série E.
Paralelamente não se esgota no futebol a sua actividade, tendo desenvolvido outras modalidades, nas qual destacamos o Badminton, que já deu ao clube alguns títulos nacionais, permitindo a este participações na Taça dos Campeões Europeus em Badminton, facto que ajudou a levar além fronteiras o nome do concelho.

## Estádio
A equipa disputa os seus jogos em casa no Estádio Manuel Marques da Trindade.

## Marca do equipamento e patrocínio
A equipa de futebol utiliza equipamento da marca Desportreino e tem o patrocínio da Câmara Municipal de Santana.